# Megyeri László
Megyeri László (Jászapáti, 1956. május 22. –) magyar színházigazgató, egyetemi tanár.

## Élete
Általános és középiskolai tanulmányait Szolnokon végezte el. 1979-ben végzett a Marx Károly Közgazdaságtudományi Egyetem pénzügy szakán. 1979-1981 között a József Attila Színház gyakornoka volt. 1981-1982 között a GAMESZ-nál volt pénzügyi és számviteli osztályvezető. 1983-1990 között a Rock Színház gazdasági igazgatója volt. 1991-1993 között a Budapesti Kamaraszínház gazdasági igazgatója volt. 1993-2009 között Schwajda György meghívására a Művész Színház gazdasági igazgatója; 1994-1995 között igazgatója is volt. 1996-ban és a Thália Színház gazdasági igazgatója lett, 1997-2009 között pedig igazgatója. 1999-2001 között a Pécsi Tudományegyetem oktatója volt. 2000-2001 között a Veszprémi Egyetemen tanított. 2009-2010 között a Film- és Előadó-művészeti Iroda szakmai tanácsadója volt. 2010-2011 között a Színház- és Filmművészeti Egyetemen oktatott.

## Művei
- Mr. Producer (1993)
- Ha engem a főpolgármester felkérne (2000)